# Strongsville
Strongsville – miasto w Stanach Zjednoczonych, w stanie Ohio.
Według danych z 2010 r. hrabstwo miało 44 750 mieszkańców, co oznacza wzrost populacji o 2% w stosunku do spisu z 2000 roku.